# Màrius Vilaseca i Roura
Màrius Vilaseca i Roura   (Barcelona, 1917 - Barcelona, 4 de juny de 1955) fou un empresari i pilot català de motociclisme. Soci de la Penya Motorista Barcelona, creà la marca de motocicletes Evycsa. Disputà proves de resistència al circuit de Montjuïc i el 1948 fou tercer al I Gran Premi Barcelona, en la categoria de 250 cc. Guanyà la Pujada a Vallvidrera en 175 cc el 1955, poc abans de morir en un accident de carretera mentre es preparava per a disputar una prova de regularitat.

## L'accident mortal
El divendres 3 de juny de 1955, Vilaseca s'entrenava per la carretera on havia de discórrer el Ral·li Costa Brava el proper diumenge 19 de juny. Mentre corria a tota velocitat amb la seva Evycsa pels voltants de La Mata (Viladasens), perdé el control de la moto i xocà amb força contra la barrera. Va patir greus lesions internes i a les cames, a causa de les quals es morí poc després a l'hospital de Barcelona, on fou traslladat d'urgència.